# 福岡市立特別支援学校博多高等学園
福岡市立特別支援学校博多高等学園（ふくおかしりつとくべつしえんがっこう はかたこうとうがくえん）は、福岡県福岡市博多区に所在する高等部単独特別支援学校であり、主に軽度の知的障害のある生徒を対象としている。2004年（平成16年）4月に開校された。

## 概要
本校の学科構成は普通科のみであり、1学年あたりの定員は40名である。入学に際しては、学力検査、作業能力検査、運動能力検査、面接の4項目による選考が行われる。
作業学習は週に2回実施されており、「食品・接客」「流通・事務」「清掃・福祉」「環境・園芸」の4つの作業班が設けられている。生徒は3年間の在学期間を通じて、基本的に3つの異なる作業班を経験することとなっている。

## 部活動
パソコン部、音楽部、美術部、読書部、エクササイズ部、卓球部、トレーニング部

## 施設概要
- 構造・規模：鉄筋コンクリート造5階建て一部鉄骨[4]
- 延床面積：3,573.55m²
- 施工：
  - 建築：北洋・サンコービルド・内藤建設工事共同企業体 　
  - 電気：高砂電業社　
  - 給排水：東和施設工業　
  - 空調：サンテック
- 竣工：2013年3月
- 構造：草場建築構造計画
- 設備：設備総合計画

## 所在地
〒812-0034　福岡県福岡市博多区下呉服町10番40号